# استیو استارک
استیو استارک (به انگلیسی: Steve Stark) تهیه‌کننده تلویزیونی و مدیر اجرایی استودیو است. او در حال حاضر رئیس و تهیه‌کننده اجرایی تولوکا پیکچرز است.

## اوایل زندگی
استیو در فورت داج، آیووا بزرگ شد و در دانشگاه نورث‌وسترن با مدرک لیسانس در رشته تلویزیون و فیلم فارغ‌التحصیل شد و روز بعد به لس آنجلس نقل مکان کرد.

## زندگی شخصی
استارک به مدت بیست و چهار سال با میشل نیکاسترو ازدواج کرد، تا اینکه میشل نیکاسترو در سال ۲۰۱۰ بر اثر سرطان سینه و سرطان مغز درگذشت. او دو دختر به نام‌های کالی و کدی دارد.